# Pelle Carlberg

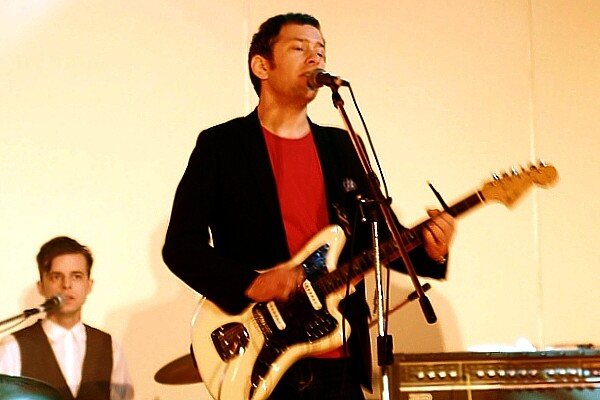
Pelle Carlberg 2008 in Taiwan

Pelle Carlberg (* 21. Oktober 1969 in Uppsala) ist ein schwedischer Indiepop-Musiker. 

## Werdegang

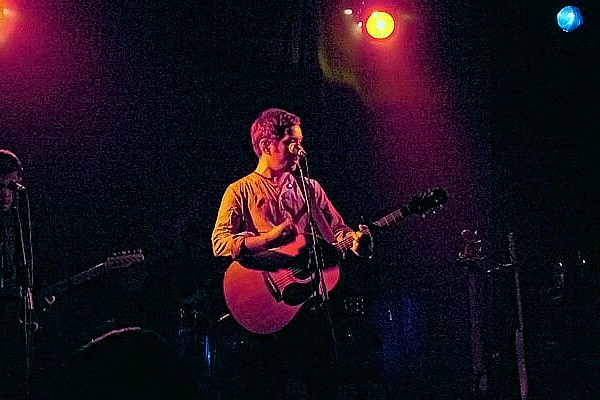
Pelle Carlberg 2008 in China

Carlberg wuchs auf in der schwedischen Universitätsstadt Uppsala, die etwa 70 Kilometer nördlich von Stockholm liegt. Als Jugendlicher begeistert er sich für Depeche Mode und The Cure. Ein Konzert der Band Gyllene Tider, bei der damals Per Gessle mitspielte, später bekannt als eine Hälfte von Roxette, wurde 1980 für Carlberg zum prägenden Erlebnis, denn von diesem Tag an wollte er unbedingt Musiker werden und vor Publikum auftreten. Daraufhin spielte er in verschiedenen Bands, die aber weitgehend unbekannt bleiben. 1998 gründete Carlberg seine Band Edson, die auch außerhalb Schwedens in der Indieszene bekannt wurde. Nach drei veröffentlichten Alben versuchte sich Carlberg als Solokünstler und brachte im März 2005 bei Labrador Records, wo er schon mit Edson produzieren ließ, seine erste Solo-EP Go To Hell, Miss Rydell heraus. Im Oktober desselben Jahres folgte die EP Riverbank. Der Erfolg ermutigte ihn, zum Jahreswechsel 2005/2006 sein Debütalbum Everything.Now! zu veröffentlichen. Im März 2007 kam dann das Nachfolgealbum In A Nutshell auf den Markt. 
Im Frühjahr 2008 ging Pelle Carlberg dann wieder mit den Bandmitgliedern von Edson auf Tournee. Zusammen mit Club 8 gaben sie Konzerte in China, Taiwan, Hongkong, Singapur, Malaysia und Indonesien. Im September 2008 erschien mit The Lilac Time das dritte Soloalbum von Carlberg.
Im Sommer 2009 nahm Pelle Carlberg eigene schwedische Kinderlieder mit seinen drei jüngsten Kindern Truls und den Zwillingen Astrid und Hedda auf. Unter dem Namen Tvillingarna, Truls & Jag standen die vier auch in Stockholm gemeinsam auf der Bühne.

## Trivia
- Carlberg ist Vater von vier Kindern, jeweils zwei Mädchen und Jungen.
- Bei seinen Soloprojekten spielt er die meisten Instrumente selbst.

## Diskografie

### Alben
- 2006: Everything. Now! (Labrador)
- 2007: In A Nutshell (Labrador)
- 2008: The Lilac Time (Labrador)

### EPs
- 2005: Go to Hell, Miss Rydell (Labrador)
- 2005: Riverbank (Labrador)